# Nikodem Żaboklicki
Nikodem Żaboklicki (Żabokrzycki) herbu Roch (ur. lata 30. XVII wieku, zm. przed 13 kwietnia 1706 roku) – wojewoda podolski w latach 1704–1706, kasztelan kamieniecki w latach 1693–1704, chorąży bracławski w latach 1676–1693, łowczy kamieniecki w 1676 roku.
Syn chorążego bracławskiego Hieronima, klienta wojewody sandomierskiego Jana „Sobiepana” Zamoyskiego, a później dworzanina i plenipotenta Gryzeldy z Zamoyskich Wiśniowieckiej. Nikodem Żaboklicki wstąpił do wojska około 1650 r. Źródłowo potwierdzone jest, że od 1656 r. służył w królewskiej chorągwi kozackiej. Jako towarzysz królewskiej roty kozackiej Żaboklicki przeszedł zapewne cały szlak bojowy tej jednostki w okresie potopu i wojen z Państwem Moskiewskim na początku lat sześćdziesiątych XVII w. Prawdopodobnie zatem bił się w ramach zgrupowania kasztelana kijowskiego, a następnie wojewody ruskiego Stefana Czarnieckiego w kampaniach 1656 r.: zimowo-wiosennej oraz wielkopolskiej, w bitwie pod Warszawą, w kampanii pruskiej i w bitwie pod Prostkami, w walkach z najazdem Jerzego Rakoczego i w wypadzie na Pomorze Szwedzkie w 1657 r., w kampanii duńskiej 1659–1660 czy wreszcie w działaniach zbrojnych przeciw Moskwie w 1660 r., gdzie doszło do starć w czerwcu pod Połonką i w październiku do bitwy nad rzeką Basią.
W latach 1663–1667 był towarzyszem roty husarskiej hetmana wielkiego koronnego Stanisława „Rewery” Potockiego. W maju 1663 był posłem od koła generalnego skonfederowanego wojska „Związku Święconego” do króla Jana Kazimierza. W latach 1666–1667, był rotmistrzem chorągwi tatarskiej. Żaboklicki, po śmierci Tomasza Humieckiego został 4 lutego łowczym podolskim, a już 2 marca – objął po zmarłym ojcu urząd chorążego bracławskiego. Krótko dowodziło husarią hetmana polnego koronnego ks. Dymitra Wiśniowickiego. W latach 1668–1683 był porucznikiem husarii Mikołaja Hieronima Sieniawskiego (spokrewnionego z Potockimi). W 1672 roku król Michał Korybut, w nagrodę zasług Żaboklickiego, nadał mu wieś Dołpatów w ziemi halickiej. W 1673 roku wziął udział w bitwie pod Chocimiem, gdzie dowodzona przez Żaboklickiego chorągiew Sieniawskiego w decydującym dniu bitwy 11 listopada prawdopodobnie wchodziła w skład uderzeniowej grupy kawalerii (7 rot husarskich, 15 pancernych) pod komendą wojewody ruskiego Stanisława Jana Jabłonowskiego. Zgrupowanie to, zlokalizowane na prawym skrzydle szyku wojsk polsko-litewskich, walnie przyczyniło się do zwycięstwa pod Chocimiem. W następnych latach chorągiew pod komendą Żaboklickiego brała udział we wszystkich kampaniach wojennych wojny z Turcją.
Poseł sejmiku halickiego na sejm 1683 roku, sejm 1685 roku, poseł sejmiku podolskiego na sejm nadzwyczajny 1688/1689 roku, poseł sejmiku chełmskiego na sejm 1690 roku.
W latach 1684–1694 dowodził husarią Adama Mikołaja Sieniawskiego (syna Mikołaja Hieronima). W 1683 r. jako pułkownik JKM stał na czele hetmańskiego pułku Sieniawskiego. W trakcie bitwy pod Wiedniem w 1683 roku pułk Sieniawskiego pod komendą Żaboklickiego zajmował pozycję na lewym skrzydle wojska koronnego. Żaboklicki wziął także najpewniej udział w obu bitwach pod Parkanami. Musiał odznaczyć się w trakcie ostatnich działań wojennych, gdyż już 16 października król Jan Sobieski w obozie pod Ostrzyhomiem nadał mu w dzierżawę po zmarłym na dyzenterię staroście lityńskim Remigianie Strzałkowskim wsie Laszki i Żeniów w ziemi lwowskiej.
W latach osiemdziesiątych XVII w. coraz częściej wyznaczano go dowódcą większych zgrupowań taktycznych bądź grup operacyjnych. 1 października 1685 roku podczas bitwy pod Bojanem jako jeden z najbardziej doświadczonych oficerów pułku Potockiego dowodził skwadronem złożonym z części chorągwi husarskich tej jednostki. W latach dziewięćdziesiątych XVII w. i w pierwszych latach XVIII w. pełnił często samodzielne dowództwo nad wojskiem koronnym jako regimentarz generalny. W 1690 roku przeprowadził operację militarną, w wyniku której zajął Suczawę, Kimpulung oraz monastery w Dragomirnie i Suczawicy, dzięki czemu opanowano prawie całą Bukowinę. W 1691 r. chorąży bracławski wziął udział w królewskiej wyprawie do Mołdawii. Jako dowódca wojskowy był często wybierany na komisarza do hiberny czy komisarza do trybunałów skarbowych. Pełnił również funkcje posła wojskowego oraz posłów cywilnych z sejmików województwa ruskiego i podolskiego. W 1693 r. wszedł w skład senatu w randze kasztelana kamienieckiego. Następnie Żaboklicki dowodził husarią hetmana wielkiego koronnego Stanisława Jana Jabłonowskiego (1695–1702) oraz króla Augusta II Mocnego (od 1702 r. chorągwią królewicza Fryderyka Augusta, a od ok. 1704 r. do śmierci chorągwią samego monarchy). W 1698 w trakcie bitwy  pod Podhajcami pierwszego dnia odparł ataki tatarskie w trakcie marszu grupy armii z Monasterzyska do Podhajec, drugiego dnia dowodził prawym skrzydłem drugiego rzutu.. Jako senator był obecny na sejmie elekcyjnym 1697 roku. W trakcie swej służby wielokrotnie wykazał się w działaniach polowych. Warto tu wyróżnić jego zdobycze z 1690 r., które okazały się mieć niebagatelne znaczenie strategiczne. Stały się one bowiem od 1692 r. elementem blokady kamienieckiej, a w 1699 r. posłużyły za kartę przetargową w negocjacjach o wydanie przez Turcję stolicy Podola – Kamieńca Podolskiego.
Był elektorem Augusta II Mocnego z województwa podolskiego w 1697 roku.
W 1704 r., jako zaufany stronnik króla Augusta II Mocnego, otrzymał urząd wojewody podolskiego. Był członkiem konfederacji sandomierskiej 1704 roku. W listopadzie i grudniu 1705 r. już jako wojewoda, Żaboklicki wziął udział w walnej radzie grodzieńskiej, a w styczniu 1706 r. jako komisarz zasiadł w składzie trybunału skarbowego obradującego wyjątkowo w Łucku, podczas których to obrad miał nastąpić ostateczny powrót armii pod władzę buław. Niedługo potem, przed 13 kwietnia 1706, Nikodem Żaboklicki zmarł.
Był jednym z ostatnich oficerów pamiętających walki ze Szwedami i Moskwicinami z lat pięćdziesiątych i sześćdziesiątych XVII wieku.